# アリエノール・ダキテーヌ
アリエノール・ダキテーヌ（フランス語: Aliénor d'Aquitaine, オック語: Alienòr d'Aquitània, 1122年 - 1204年4月1日）は、中世フランス王国の女性貴族でアキテーヌ女公（在位：1137年 - 1204年）。フランス王妃、イングランド王妃でもあった。アキテーヌ公ギヨーム10世とアエノール・ド・シャテルローの娘でギヨーム9世の孫。はじめフランス国王ルイ7世の王妃、後にイングランド国王ヘンリー2世の王妃。ヘンリー、リチャード、ジョンの歴代イングランド国王の母。
ベルナール・ド・ヴァンタドゥールら吟遊詩人を庇護して多くの文芸作品を誕生させ、洗練された宮廷文化をフランス、イングランドに広めた存在として知られる。子孫が各地の君主及び妃となったことから「ヨーロッパの祖母」と呼ばれる。中世盛期の西欧において、最も裕福で地位の高い女性の一人であった。

## 名前について
アリエノール（Aliénor）は南フランスのオック語の名前で、オイル語（フランス語）でエレオノール・ダキテーヌ（Éléonore d'Aquitaine）とも呼ばれる。英語ではエレノアまたはエリナー・オブ・アクイテイン（英語: Eleanor of Aquitaine）と呼ばれる。

## 生涯

### 生い立ち
1122年頃、アキテーヌ公ギヨーム10世の第一子長女として誕生。母はシャテルロー副伯エメリー1世の娘アエノール・ド・シャテルローとされる。実妹にペトロニーユ（ペトロニラ）、実弟にギヨーム＝エグレがいた。
両親の結婚にはひと悶着があり、祖父のギヨーム9世とその愛妾ダンジュルーズ・ド・リル＝ブシャールが押し付けたこの縁談に父は憤慨したが、止む無く結婚したという事情があった。
祖父はトルバドゥール（詩人の一種）として知られる一方、多情で奔放な人物だったと記録される。トゥールーズ伯領を狙い2度占領する一方（いずれも失敗）、1101年の十字軍に参加して惨敗したかと思えば、保護されたアンティオキア公国で詩作に目覚めてトルバドゥールとして開花、官能的な詩や理想の恋愛を書いた詩などを作り出して有名になった。更に教会との紛争でも悪名高く、1114年に教会の徴税特権を妨害したことで破門されると、破門宣告したポワティエ司教に向かって剣を振りかざして脅したり、翌1115年にダンジュルーズとの不倫で妻フィリッパ・ド・トゥールーズから教会へ訴えられて再度破門されると、宣告した別の司教に痛烈な皮肉で返し不倫生活を続ける有様だった。ただし晩年になると魂の救済に関心を向け、1126年に没するまで改心して放蕩生活に決別、昔日の面影は感じられなかったという。
当時のアキテーヌ公領はガスコーニュ公領、ポワティエ伯領など、フランス全土の3分の1近くを支配していた。アキテーヌは宮廷愛やトルバドゥールで知られる南仏文化の中心地だった。アリエノールはその雰囲気を十分に受け、音楽、文学、ラテン語と当時の女性としては高い教育を受けて育った。
しかしながら、祖父の時代に繁栄した宮廷は父の時代には縮小し、アキテーヌ公家は政治・経済双方で凋落傾向にあった。アリエノールは父について領内を回り、政治にも自然と関心を持つ。ギヨーム10世の裁可した特許状には、幼いアリエノールのサインも残されている。また父から溺愛されていたという。
母と弟ギヨームが1130年に早世したため、アリエノールは8歳で大領地の女相続人となった。母を失ったことで、外祖母ダンジュルーズや内祖母フィリッパの情熱的で大胆な生き方に強い影響を受ける。また相続人として、周辺各国から大いに関心を集め、傲慢な性格が形成された。
1130年、父は教皇インノケンティウス2世の対立教皇であるアナクレトゥス2世を強く支持して宗教界だけでなく一般社会にも衝撃を与え、修道士クレルヴォーのベルナルドゥスに強く諫められる事態となった。しかし、ベルナルドゥスとの会見を反故にして教皇派の教会を破壊し、支持者を追放したため破門された。
5年後の1135年、再びベルナルドゥスとの会見に臨むと、父は明らかに改心し、老いの兆候が顕著になった。

### アキテーヌ公家の相続人として
アキテーヌ公領をアリエノールが相続することは法的に可能だったが、フランス国王の臣下として40日の軍役義務があり、かつ広大な領地を野心ある諸侯に囲まれ、女性1人でアキテーヌ公領を維持するのは困難と考えられた。
ギヨーム10世には弟レーモンがいたが、当時既に第1回十字軍が聖地に建設した十字軍国家の1つであるアンティオキア公国の君主であった。また、ギヨーム10世には庶生の男子がいたが、庶子に継承権は無かったため嫡出の男子を得ようと1136年にリモージュ伯エイマールの娘エマとの再婚を画策する。しかし、エマがリモージュの女子相続人であることから、南仏貴族達の反発にあい、エマはアングレーム伯ウルグリン2世と結婚させられた。さらに、アンジュー伯ジョフロワ5世に加勢してノルマンディー侵攻を試みるが失敗し、ギヨーム10世は塞ぎ込むようになる。
父の様子に対し、アリエノールと妹ペトロニーユは社交界を取り仕切るようになった。14歳になり結婚適齢期を迎えたアリエノールは、容姿を「世界の薔薇」と讃えられ、宮廷での恋愛遊戯を楽しむようになった。
翌1137年、父は奔放な娘たちを見かねて、ポワティエからボルドーのオンブリエール城へ2人を移す。そして、自身はイベリア半島北部のサンティアゴ・デ・コンポステーラへ巡礼する予定だったが、サンティアゴ・デ・コンポステーラを目前にした4月8日に小川の水にあたり38歳で死去する。遺言によりアリエノールの後見はフランス王ルイ6世に託され、アリエノールと王太子ルイ（後のルイ7世）の結婚も決められた。

### フランス王妃

#### 突如、王妃に

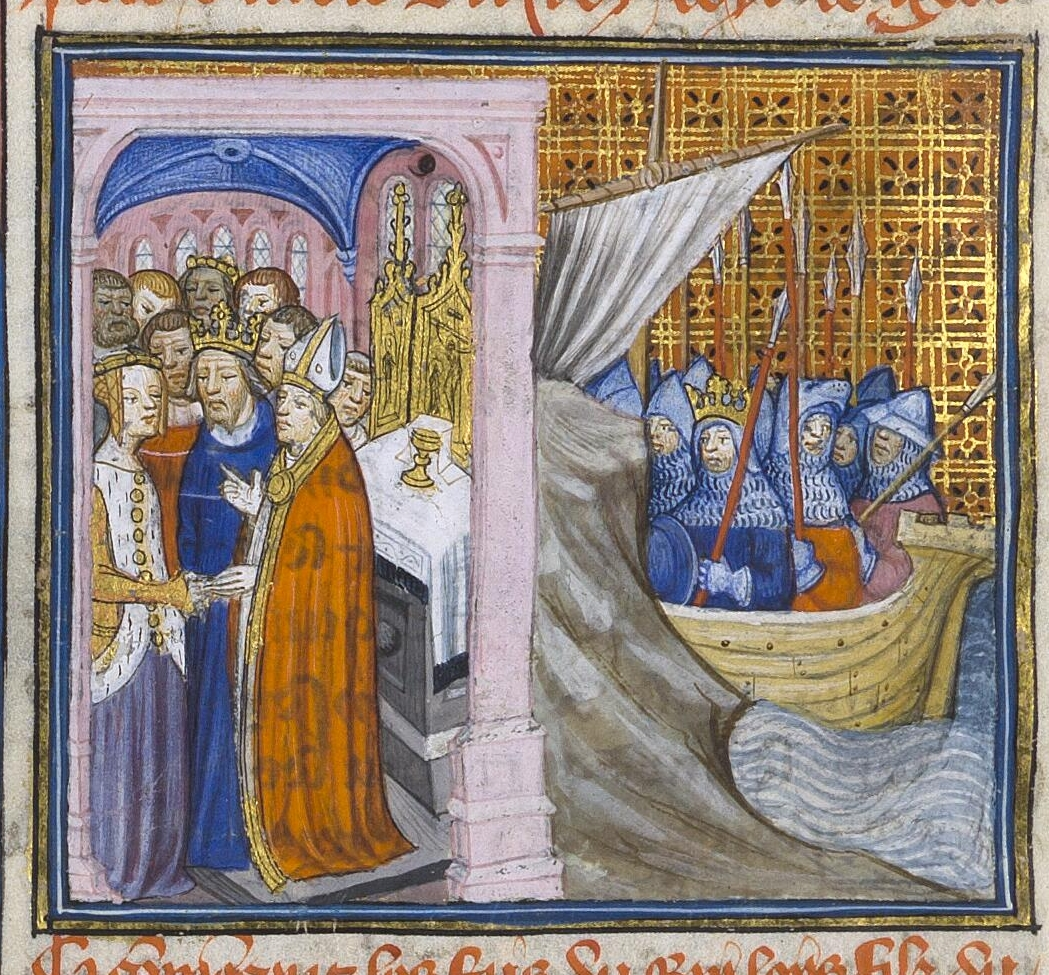
ルイ7世との結婚（左）、十字軍遠征（右）

当時のフランス王室カペー家は、未だ王権が強固ではなく、直接の支配は王領のみに限られていたのに対し、アキテーヌ公家は広大な領地に加え、多数の有力貴族を臣従させていた。アリエノールの後見人となったルイ6世は、彼女の夫に自分の息子ルイを選び、婚姻によってアキテーヌを手に入れて王権を強固にしようと目論んでいた。
ルイは次男として誕生し、聖職者となるべく教育を受けていたが、兄フィリップが1131年に急死したため、王位継承者となった。1137年6月18日、ルイは十字軍遠征に匹敵する規模の行列で、ボルドーに向かう。ルイ6世の従弟のヴェルマンドワ伯ラウル1世、ブロワ伯兼シャンパーニュ伯ティボー4世、ルイ6世の学友でありパリ郊外のサン＝ドニにあるサン＝ドニ大聖堂付修道院長でもあるシュジェールが従い、ルイ6世は若い王子に王太子としての振舞いについて細かい注意を与え、シュジェールを通してアリエノールとの接し方を教えようとした。
7月11日、ボルドーに到着したルイと対面したアリエノールは、その頼りなげな姿に落胆するものの政略によって人生が急変した点において彼に共感した。しかし、アキテーヌ公家（ポワティエ家またはラヌルフ家）に比してカペー家の歴史は浅く、アキテーヌ公領の方が遥かに豊かで広大であることから、驕った考えを持ち内心でルイを見下していた。
7月25日にボルドーのサン＝タンドレ大聖堂（詳細は月の港ボルドーを参照）で結婚式が挙行され、続く大宴会には1000人もの客が招待され数日間賑やかに催された。アリエノールとルイがポワティエ入りした8月1日、ルイ6世が危篤となったため、夫妻はパリに急行してルイ6世の葬儀を済ませ戴冠式も挙行する。こうして夫妻は結婚とほぼ同時に国王ルイ7世・王妃アリエノールとなった。
父の死から4ヶ月足らず、アリエノールは15歳でフランス王妃となった。南仏アキテーヌの女公として育った陽気なアリエノールと、修道院育ちであり生真面目で信仰心の篤いルイ7世は性格が合わなかった。後に離婚した際にアリエノールはルイ7世のことを「王と結婚したと思ったら、僧侶だった」と言ったといわれる。しかしルイ7世の温和な性格から、不仲は表面化しなかった。2人の間にはマリー、アリックスの王女2人が生まれたが男子をもうけることは出来なかった。

#### 王家や教会・都市との紛争
パリで王妃になってから、アリエノールは宮廷でしばしば問題を引き起こした。ルイ7世への強い影響力が周囲の懸念になり、姑アデル・ド・サヴォワ王太后とルイ7世を巡って衝突した。アリエノールが南フランスの文化を北フランスの影響が強い宮廷へ強引に持ち込んだことでも両者の対立は深まり、アデルは宮廷を出てマチュー1世・ド・モンモランシーと再婚し、パリ郊外のコンピエーニュの城に引き籠った。シュジェールも宮廷に来なくなりアリエノールが我が物顔に振舞い始めたが、宮廷の北フランス貴族たちとアリエノールの育った文化の違いが露になり両者は互いを軽蔑し、ルイ7世も南フランスの文化に馴染めず修道士の如く勉学と祈りに打ち込んだ質素な生活を送り、夫婦の嗜好の違いが現れ始めた。
宮廷で退屈を持て余したアリエノールはパリで盛んだった学問に興味を示し、ピエール・アベラールとエロイーズの恋愛に強く惹かれていたという。一方で窮屈な宮廷生活が疎ましくなり、性に貞淑な夫にも満たされない思いを抱き、孤独に苛まれていった。
ルイ7世は即位直後にポワティエ伯アリエノールからの独立を唱えたポワティエに遠征した。死者を出さずにポワティエを平定したが、自治都市宣言を撤回させただけでなく、反乱指導者の子供を人質に差し出すことを要求したルイ7世の厳しい処置にはアリエノールの関与が疑われている。シュジェールの取り成しでルイ7世は要求を取り消し、市民に恩赦を与える寛大な方針に転換して事態は収まったが、アリエノールはシュジェールの介入に立腹し、それを察知したルイ7世はシュジェールを政治から遠ざけ、事情を理解したシュジェールも宮廷に来なくなりサン＝ドニ大聖堂改築に熱中したが、忠告を授ける人間がいなくなったルイ7世はアリエノールへの依存を強めていった。
この頃からアリエノールはルイ7世を無謀な行為に走らせた。1141年にトゥールーズ遠征を行わせ、これに失敗した後も妹ペトロニーユと既婚者だったヴェルマンドワ伯ラウル1世を結婚させるため、夫を強引に動かし聖職者たちを動員、ラウル1世と初婚の妻エレオノール・ド・シャンパーニュを離婚させた。これがエレオノールの実兄シャンパーニュ伯ティボー4世の怒りを買い、ラウル1世との対立に発展した。
同年にはラウル1世の再婚騒動に加え教会と王の叙任権闘争も起こった。ルイ7世はブールジュの大司教に自分の側近を充てようとして教会と対立、教皇インノケンティウス2世の忠告にも耳を貸さず、教会側が選出した司教就任予定のピエール・ド・ラ・シャトルのフランス通過を認めず抵抗した。1142年にはティボー4世の代理としてベルナルドゥスが教皇の下へ赴き、訴えを聞いた教皇がラウル1世とペトロニーユ夫妻、離婚に手を貸した聖職者3人とルイ7世を破門しても王は反抗的な態度を改めず、アリエノールは王の側近たちから責められるようになった。
やがてルイ7世はシャンパーニュにも介入、1143年、ペトロニーユとラウル1世の結婚に反対してシャトルを匿ったティボー4世へ攻撃を企て、ヴィトリー＝アン＝ペルトワの町を攻撃した。この際に放った炎が教会に延焼して避難していた市民1000人以上が焼死する惨事となり、衝撃を受けたルイ7世は罪悪感から祈りと瞑想に没頭する日々を送った。王と教会の仲裁に出たベルナルドゥスから叱責を受けた王は破門を解かれ、翌1144年6月11日、サン＝ドニ大聖堂落成式に出席、シュジェールの仲介でラウル1世共々ティボー4世と和解、ブールジュ大司教をシャトルと認めることも了承した。一方、王と共に落成式に出席したアリエノールは王がシュジェールを再起用して自分を政治から遠ざけ始めていることに気付き、王家への影響力保持のためベルナルドゥスに懐妊の祈りを捧げて欲しいと懇願、翌1145年に長女マリーを出産した。しかし、ベルナルドゥスからはルイ7世を唆して悪行に走らせた存在として警戒され、妹夫婦の破門解除も聞き入れてもらえなかった。

#### 第2回十字軍遠征

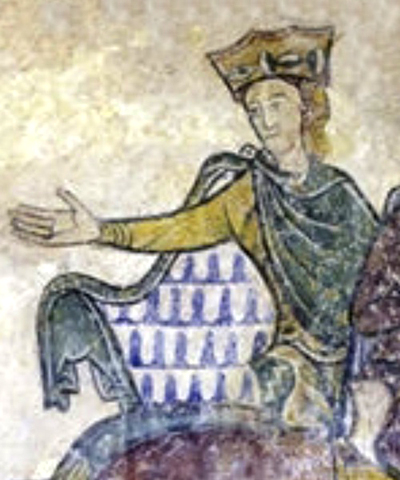
シノン城聖ラドゴンド礼拝堂の壁画に描かれた騎乗姿のアリエノール

1147年の第2回十字軍にアリエノールはアキテーヌ諸侯を説得して参加者を増やし、援助と引き換えにフォントヴロー修道院など教会への寄進や特権の更新も盛んに行い資金を調達し、アキテーヌ軍を引き連れ夫と共に参加した。信仰篤い上、1143年の惨劇に対する贖罪を十字軍に求めていたルイ7世に対し、アリエノールは物見遊山目的であり、王妃の随員や衣類などの荷物だけで部隊が形成された上、その護衛部隊も必要となり、進軍の多大な妨げになっていた。こうしたことがフランス軍がアナトリア半島（小アジア）でルーム・セルジューク朝軍に惨敗した一因となった。内実はともかく、国王夫妻はベルナルドゥスの支持を背景にシュジェールや重臣たちの反対を押し切って5月12日にサン＝ドニを出発した。
フランス軍は10月4日に東ローマ帝国の首都コンスタンティノープルに到着、皇帝マヌエル1世に歓迎されしばしの休息に浸った。ルイ7世は質素な生活習慣を堅持して過ごしたが、アリエノールは華麗な宮廷文化に心奪われ、フランスと違う開放的な雰囲気とマヌエル1世の魅力に惹かれた。しかし十字軍兵士と現地人の間で衝突が頻発したり、滞在で軍資金が底をついたルイ7世は本国を守るシュジェールに資金調達依頼を出す有様で、マヌエル1世がセルジューク朝に内通しているという疑いもルイ7世の不安を掻き立てた。
やがて先発していたローマ王コンラート3世の軍が小アジアで東ローマ帝国の裏切りに遭い、誘導されたルートで出くわしたセルジューク軍に敗れ退却し（ドリュラエウムの戦い）、敗残兵はニカイアでフランス軍と合流した。惨状を知ったルイ7世は小アジアの南側、エーゲ海と地中海に沿ったルートを進み、アンタルヤ（アダリア）港へ向かうことにしたが、1148年1月6日にピシディア峡谷に到着した所で待ち伏せていたセルジューク軍の奇襲を受けた本隊は大損害を被り、後衛部隊を指揮していたルイ7世は救援に向かい奮戦、敵軍は長時間戦闘で疲弊していたため夜に撤退した（カドムス山の戦い）。戦いは1000人近い犠牲者を出し、アリエノールの側近ジョフロワ・ド・ランコンが率いる先発部隊は勝手に本隊と遠く離れて戦闘に参加しなかったことが問題となり、ランコンはポワティエへ召還された。アリエノールのこの戦いでの動向は不明だが、ランコンの主君であるため彼女にも非難がおよび、ルイ7世の側近たちの恨みを買った。
3月19日にアンタルヤから海路アンティオキアに入ったフランス軍は一息ついた。そこでアリエノールが叔父のアンティオキア公レーモンと共に、エデッサ伯領であるアレッポとカエサリア奪回することを主張した。この時アリエノールとレーモンは親密であり、情を通じた（近親相姦）とされる説、南フランス風の愛情表現とする説がある。ルイ7世はこれに反対し、アリエノールを拘束してエルサレムに向かった（エルサレム巡礼にこだわったから、エデッサ奪回はレーモンだけ得をすることに反対したから、自分の家臣共々アンティオキアに残ることを主張したアリエノールに我慢ならなかったとも）。レーモンは戦死し、7月のダマスカスへの攻撃（ダマスカス包囲戦）も失敗に終わって、第2回十字軍はそこで解散した。ルイ7世夫妻は1149年の復活祭までエルサレムに留まり、2人は海路イタリアを経由して帰国の途につき、パレルモではシチリア王ルッジェーロ2世に歓迎され、トゥスクルムでの教皇エウゲニウス3世との面会を経て11月11日にフランスに帰国した。

#### 離婚へ
十字軍遠征の間にアリエノールとルイ7世の亀裂は決定的となり、1150年にアリエノールは次女アリックスを産んだが、十字軍失敗で非難に晒され、夫からの信頼を失い国政から遠ざけられ孤立した。一方、十字軍の苦難を経て為政者として成長したルイ7世はシュジェールを重用、アリエノールを遠ざけて離別を決意するが彼女の不貞を表沙汰にしたくないこと、2人の王女への影響を考えて決心がつかなかった。同年にアンジュー伯ジョフロワ5世と係争が生じ、この問題で和解に尽力しルイ7世夫妻の仲介にも働いたシュジェールの存在もあって躊躇していたが、翌1151年1月13日にシュジェールが死去するとルイ7世は離婚に傾き、手に負えないアリエノールに我慢出来なくなった。
1151年8月、ジョフロワ5世が長子のノルマンディー公アンリ（英名：ヘンリー、後のイングランド王ヘンリー2世）を伴い、臣従の誓いを捧げるためと、ルイ7世のポワティエ代官ジロー・ベルレと争い捕虜にしたことでベルナルドゥスに破門されたため、その釈明も兼ねてフランス宮廷を表敬訪問する。会談はベルナルドゥスのベルレ解放と引き換えにした破門解除の提案をジョフロワ5世が拒否したため決裂。アリエノールはこの時まだアンリに関心を示さなかった。同年9月7日にジョフロワ5世が逝去し、アンリがアンジュー伯も兼任する
翌1152年、アンリは臣従誓約のためにフランス宮廷を再訪。アリエノールは11歳年下のアンリに強い関心を抱き、無政府状態のイングランド国王スティーブンの不当性と討伐を訴えるアンリを支持し、「ルイから自由になったら、財宝を提供する」と語りかけた。これを受けてルイ7世は離別を決意し、3月21日に近親婚であるとして婚姻の無効が成立した（事実上の離婚）。マリーとアリックスは嫡出子と認められ親権はルイ7世に移り、アリエノールが臣下として忠誠を保持し続ける限りルイ7世は彼女の再婚に異議を唱えないことなどが条件に決められた。

### イングランド王妃

#### アンジュー帝国をめぐって

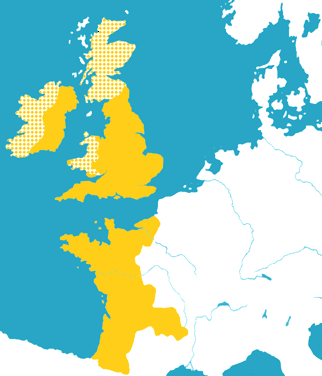
アンジュー帝国の範囲

教皇エウゲニウス3世からの離婚証認教書を受け取るや否や、アリエノールは領地に帰還する。独身となった彼女には、各地からの求婚が相次いだが全てを拒否し、わずか2ヶ月後の5月18日に、アンジュー伯・ノルマンディー公アンリと再婚する。ルイ7世とは近親婚を理由に離婚したにもかかわらず、アンリはルイよりも近い血縁関係にあった。再婚は自領を守るために男性が必要不可欠だったからだが、アンリにルイ7世には無い資質と性格（数か国語を操る豊かな教養と荒々しい性格）を見出していたからではないかと言われている。アンリの方も領土拡大および対イングランド支援の野心とアリエノールの成熟した魅力に惹かれていたとされる。また再婚直後にフォントヴロー修道院に多額の寄進を行い、この修道院と生涯を通して密接に関わっていった。
多情なアリエノールの再婚とアンリへの軍資金提供にルイ7世は激怒する。さらに、この結婚によりフランス国土の半分以上がアリエノールとアンリの物となったことは、フランス王家にとって大きな脅威となった（アンジュー帝国）。ルイ7世は急ぎ顧問会議を召集し、アンリがルイ7世の封臣にもかかわらず王の許可無く結婚したことを理由にフランス宮廷への出頭を命令、これを無視されると7月にアンリの弟ナント伯ジョフロワを加えてノルマンディーへ出兵した。対するアンリは素早い進軍で奪われた諸城を奪回し、反乱を起こした弟も降伏させ、ルイ7世が急病に倒れた幸運にも恵まれて休戦に持ち込み8月末までに危機を切り抜けた。フランス軍の攻撃でアンリのイングランド渡海は遅れ、アリエノールは夫と共にアキテーヌを巡回して過ごした。
1153年1月にアンリがイングランドへ渡海するとアンジェで留守を預かり、8月17日に長男ウィリアムを出産した。アンリの方は母マティルダを通してイングランド王位継承権を主張、対するスティーブンは病気だった上息子ユースタスに先立たれたため、ウォーリングフォード協定（ウィンチェスター協定とも）で11月6日にアンリはスティーブンから後継者に指名された。1154年10月25日、スティーブンの崩御によりアンリはイングランド王を継承してヘンリー2世となり、プランタジネット朝が成立した。アリエノールは12月8日に夫や幼いウィリアムと共にイングランドへ上陸し、12月19日に夫と共に戴冠する。こうしてフランス国土の半分以上がイングランド領となり、後の百年戦争の遠因となった。この後13年間に、アリエノールは息子5人と娘3人を産み、夫と共に領土を統治しアンジュー帝国の拡大に務める。ただしウィリアムは1156年に夭折している。
ヘンリー2世・アリエノール夫妻はアンジュー帝国安定のため、頻繁に各地を巡回していた。イギリス海峡を渡ることもよくあり、イングランドと大陸領を行き来しながら絶え間なく移動しつづけていた。ヘンリー2世は無政府時代に疲弊したイングランドの治安回復のため、地方へ巡回に出かけて各地の地方長官の働きぶりを監督したり、彼等をロンドンかウィンチェスターに召集して会計報告をイクスチェッカー（財務省の原型）で監理し、軍役代納金も設けて政治・財政・軍事を整えていった。アリエノールも夫の共同統治者として地方統治を分担し国政に奔走し、夫がノルマンディーにいる時はイングランドの留守を預かり、反対に夫がイングランドを視察している場合は大陸領を巡回し、宮廷を開いて所領紛争を裁判にかけたり、夫の代理として証書も発行している。しかし、夫が側近の大法官トマス・ベケット（後にカンタベリー大司教）に国政を委ねるとアリエノールは徐々に遠ざけられていった。
前夫ルイ7世と現夫ヘンリー2世との争いはヘンリー2世がイングランド王に即位してからも続き、ヘンリー2世はアンジューの支配を固める一方で外交で優位に立ち、1158年に弟ジョフロワがブルターニュ領有を目論んだ矢先に急死すると、自らのブルターニュ継承権をルイ7世へ要求して承認させた。また同年、ベケットをフランスへ派遣して次男ヘンリー（後の若ヘンリー王）とルイ7世と2番目の妃コンスタンス・ド・カスティーユの娘で1歳にもならないマルグリットの婚約を取り付け、持参金としてヴェクサンを受け取ることも約束させた。翌1159年にヘンリー2世はトゥールーズ伯レーモン5世にアキテーヌ公の宗主権を認めさせるためトゥールーズへ侵攻したが、こちらはレーモン5世の妻コンスタンス・ド・フランスの兄ルイ7世の頑強な抵抗に遭い撤退した。アリエノールは一連の夫の外交政策に協力し、夫妻揃ってアキテーヌ諸侯の臣従を取り付けたり、トゥールーズ侵攻直前には夫と一緒にアキテーヌ巡回に赴いている。
アリエノールはヘンリー2世と野望を共有し、当時息子の無かったルイ7世亡き後にフランスがヘンリーの手に入る未来を夢想していたが、1165年にルイ7世が3番目の妃アデル・ド・シャンパーニュとの間に息子フィリップ（後のフィリップ2世）を儲けたため叶わなかった。また、先立つ1160年にルイ7世は政略結婚を通じてシャンパーニュ伯領を治めるブロワ家に接近、アリエノールとの間の娘マリーとアリックスをそれぞれシャンパーニュ伯アンリ1世、ブロワ伯ティボー5世兄弟と婚約、自身もシャンパーニュ伯兄弟の妹アデルと結婚することでプランタジネット家への牽制を狙った。ヘンリー2世・アリエノール夫妻も対抗して同年にヘンリーとマルグリットの結婚式を挙げ、ヴェクサンを勝手に領有している。

#### ヘンリー2世との対立

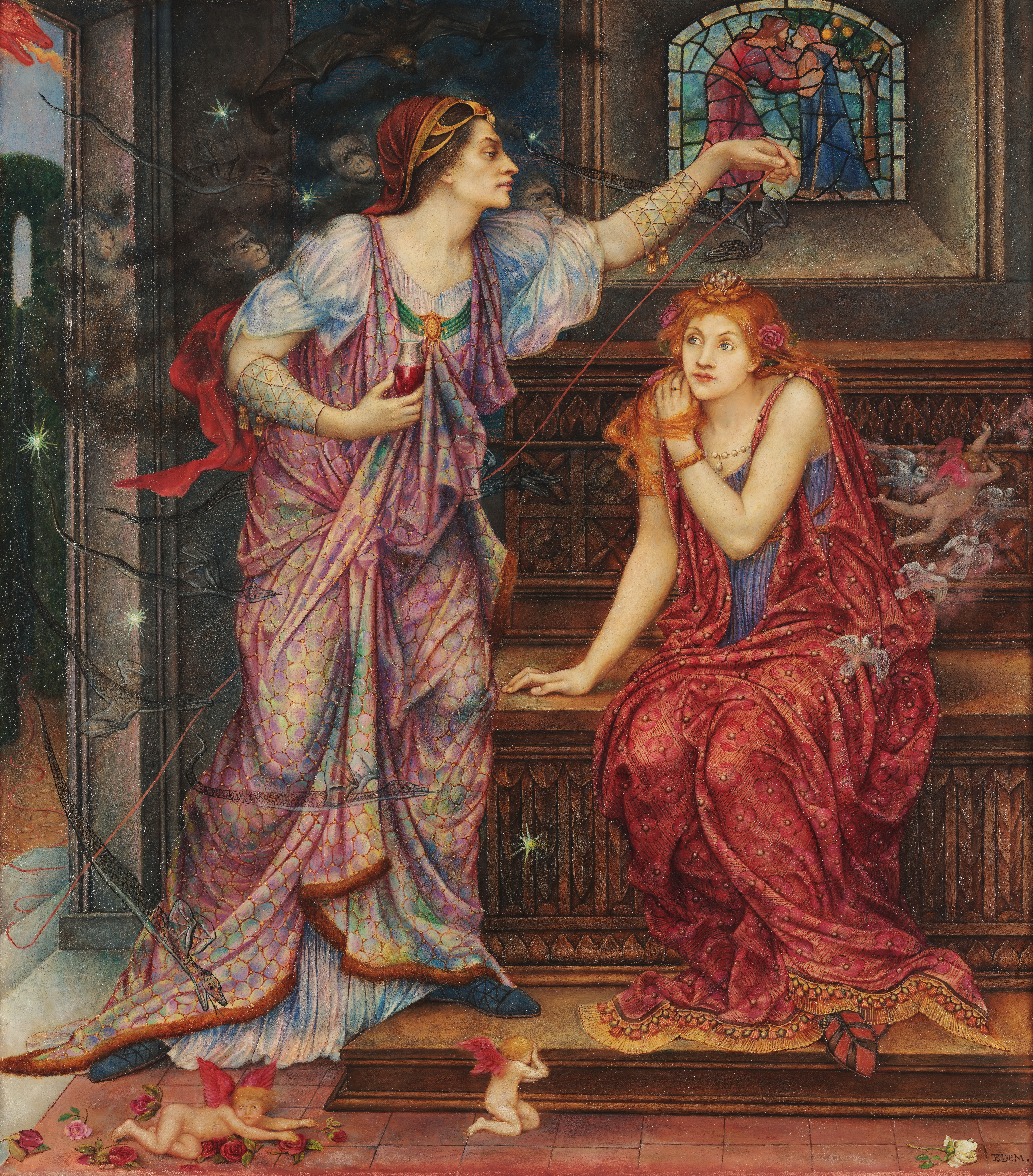
ロザモンドに自殺を迫る王妃（イーヴリン・ド・モーガン画、1905年）

ヘンリー2世が子女を周辺諸国との友好維持のために活用しようとしたのに対し、アリエノールは自らのアキテーヌ領の維持にしか関心が無かったとされるが、ヘンリーとマルグリットの結婚では共同歩調を合わせていた。成人した王子たちの処遇を巡り、次男ヘンリーにはプランタジネット家のアンジュー・メーヌ・ノルマンディーを、三男リチャード（後のリチャード1世）にはアリエノールのアキテーヌを与えた一方、四男ジェフリー（後のブルターニュ公ジョフロワ2世）はコンスタンス・ド・ブルターニュとの婚姻によりブルターニュのみとなり、ヘンリー2世が最も愛した末子ジョン（後の欠地王）に至っては与える所領が無かった。一方、三女マティルダはザクセン公兼バイエルン公ハインリヒ獅子公に、四女エレノアはカスティーリャ王アルフォンソ8世に、五女ジョーンはシチリア王グリエルモ2世にそれぞれ嫁いだ。
だが、夫妻は1166年にジョンが産まれた頃から不仲になった。同年頃にヘンリー2世には愛妾ロザモンド・クリフォードが出来たからであり（2人の関係が始まったのは1173年頃とも）、それまで結婚生活に愚痴を言わず、束の間の浮気には目をつぶっていたアリエノールだが、ヘンリー2世がロザモンドをウッドストック宮殿に引き入れ堂々と囲う姿勢に我慢ならず、愛人との同居を拒んで子供たちと供の者を連れてオックスフォードのボーモント宮殿へ移り、そこでジョンを出産。夫妻の仲には修復不可能な亀裂が入った。
ジョンを産んでから翌1167年12月までイングランドに滞在していたアリエノールは、大陸へ渡りクリスマスにヘンリー2世と共にノルマンディーのアルジャンタンで宮廷を開き、そこでポワティエとアキテーヌの反乱に悩まされた夫の頼みで、ポワティエへ夫の代理として赴任した。1168年にソールズベリー伯爵パトリックら少数の護衛を連れて行進中にリュジニャン家の兵士に襲われソールズベリー伯は戦死、自身は辛うじて逃げ延びる危険な目に遭ったが、捕虜になったソールズベリー伯の甥ウィリアム・マーシャル（後の初代ペンブルック伯）を身代金を支払って解放させ、以後マーシャルはヘンリー2世とアリエノールの子供たちの忠実な側近として台頭していった。また、自領の平定に尽力しつつもアンジュー帝国から自領を切り離して子供たちへ与えることを計画し、夫と対立してでも子供たちの権利を支持することを決意して以後夫と別居状態に入った。
アリエノールはアキテーヌの継承者であるリチャードを溺愛し、夫婦の対立も深まっていった。また、1169年にリチャードとルイ7世と2番目の妻コンスタンスの娘で9歳のアデル（英名：アレーまたはアリス）を婚約させ、アデルはイングランド宮廷で養育された。ところがヘンリー2世は結婚を先延ばしにして手元に留め、後にアデルに手を付けたという真偽不明の噂が流れたため、ヘンリー2世とリチャードの対立およびアリエノールがリチャード側に付く原因となった。同年、ヘンリー2世は3人の息子を連れてモンミライユでルイ7世と会見し、大陸領に関して息子たちにルイ7世へ臣従を捧げさせた。かたやアリエノールはリチャードへのアキテーヌ継承を確かな物とするため、彼を連れてアキテーヌを巡回して人々の支持を取り付け、1170年の復活祭でリチャードのアキテーヌ公即位式を挙行、アキテーヌの独立を進めていった。
ポワティエのアリエノールの城では吟遊詩人や騎士が集い、ヘンリー2世との間の息子たちとその妃や婚約者（ヘンリーの妃マルグリット、リチャードの婚約者アデル、ジェフリーの婚約者コンスタンス）、幼い娘たち（エレノア、ジョーン）、さらに前夫ルイ7世との間の長女マリーも訪れるようになり、アラゴン王アルフォンソ2世やナバラ王サンチョ6世など外国の君主や貴族の訪問も受け、華やかな宮廷文化が開花した（後述）。
1170年、ヘンリー2世は王太子ヘンリーへの王位継承を盤石にすべく共同統治者とする（若ヘンリー王）が実権は与えなかった。若ヘンリーはこの実態に不満を抱いていた上、慕っていたベケットが父の配下に暗殺されたことに衝撃を受けて父に不信感を抱き、1173年2月、父が領土を分割し、弟ジョンへ大陸領を東西に分断する重要拠点のシノン・ルーダン・ミルボーを与えると公表したことに反発した。3月に父の下から脱走した若ヘンリーがルイ7世の庇護のもと、父の独裁に対して反乱を起こすと、アキテーヌ全土やイングランドでヘンリー2世に対する反乱が勃発。スコットランド王ウィリアム1世も若ヘンリーに加勢し、ルイ7世も更なる反乱を扇動し拡大させた。同じく反乱を扇動したアリエノールは自分の宮廷にいた下の2人の息子、リチャードとジェフリーをパリの宮廷へ送り出し、自らもフランスへ避難しようとした。
しかし、1174年1月にアリエノールの不審な兆候を監視していたヘンリー2世に捕えられ、初めシノン城へ幽閉、7月にイングランドへ移送され、以降15年余りにわたってイングランドで軟禁された。一方ヘンリー2世は7月にベケットの墓へ懺悔し、ウィリアム1世がイングランド軍に敗れて捕らえられたことで立ち直り、大陸領を攻めていたルイ7世の軍を退却させ、息子たちの反乱も9月までに鎮圧し、一連の内戦はヘンリー2世の勝利に終わった。ロザモンドの住むウッドストック宮殿にアリエノールが押し掛け、剣か毒いずれかで死ぬか選択を迫ったとする伝承が残るが、ロザモンドが死去した1176年でアリエノールは監禁中のため事実ではない。

#### 15年間の監禁生活
幽閉中のアリエノールはソールズベリー、ノッティンガムシャー、バークシャーを転々としながらヘンリー2世の監視下に置かれた。彼女をよそに様々な出来事が起こり、1179年にルイ7世が重病に陥った息子フィリップの病気治癒を願いベケットの墓を詣でた時に一時釈放、フィリップは病気が治ったがルイ7世は衰弱、翌1180年に崩御した。続いて相変わらず実権の無い若ヘンリーと、アキテーヌの諸侯反乱の鎮圧で名を上げたリチャードの仲が悪化し、ジェフリーが若ヘンリーに味方して父も兄弟間の対立に不干渉の態度を見せる中、内戦が勃発する寸前の1183年に若ヘンリーは崩御した。若ヘンリーが病死した際、監禁先に知らせにきたウェールズの司教にアリエノールは、数日前に見た夢から解っていたと告げたという。
病床で懺悔と父への許しを求めた若ヘンリーは遺言で父に母を自由の身にして欲しいと願い、それが叶えられたのかアリエノールの監視は緩められ、ソールズベリーで娘のマティルダとハインリヒ獅子公夫妻の訪問を迎える許可を与えられた。行動範囲は翌1184年になると広がり、返礼としてウェストミンスターに滞在していたマティルダ夫妻を訪問し、復活祭ではロンドン北方のバークハムステッドで過ごし、11月30日にはウェストミンスター宮殿の祝祭に出席し、12月にウィンザー城で開かれた家族会議に呼び出された。ヘンリー2世からは真紅のドレスと金色の鞍を贈られ、彼のアリエノールへの態度の変化が推察される一方、家族会議で話し合う相続問題でアリエノールを味方に付けたい政治的配慮もうかがえる。
若ヘンリー亡き後、息子の中ではリチャードが最も母の愛を受けたが、反対にジョンは母に疎まれる代わりに父に愛されて養育された。若ヘンリー死去により1169年の頃から変更された分割相続の家族会議でも両親の意向が衝突、ヘンリー2世はリチャードに若ヘンリーへ与えるはずだったノルマンディー・メーヌ・アンジューを、ジェフリーにブルターニュを相続させ、ジョンにはリチャードにポワティエ・アキテーヌを譲らせる（初めリチャードからジェフリーへ譲らせる予定を変更）案を家族に同意させようとした。ところがリチャードは兄と同じく実権の無い共同統治者にされる虞があるこの提案を一蹴し、アリエノールも1169年にルイ7世臨席の下で決められた相続法を根拠にして反対、出席した他の重臣たちも反対したためヘンリー2世はジョンのアキテーヌ譲渡を諦めるしかなかった。この後リチャードがアデルの一件を根拠にノルマンディーで反乱を起こすと、対応に当たったヘンリー2世は軟禁中のアリエノールを一時解放して共にノルマンディーを訪れ、リチャードにアリエノールへのアキテーヌ返還を了承させて一件落着かと思われた。
しかし、ヘンリー2世の晩年は災難に見舞われた。嫁資を巡るフランスとの戦争で息子たちとも対立したのである。1186年にジェフリーが馬上槍試合で事故死し、同年に若ヘンリーの未亡人マルグリットがハンガリー王ベーラ3世と再婚すると、ヴェクサンをフランスへ返還する義務が生じた。アデルの嫁資ジゾールも未だ彼女がリチャードと結婚していないため、マルグリットとアデルの異母弟フィリップ2世からヴェクサンとジゾールの返還を要求されたがヘンリー2世は要求を引き延ばし続けた。1188年に何度目かの交渉が決裂してイングランドとフランスの戦争が起こると、フィリップ2世に懐柔されたリチャードと対立、翌1189年の戦争で形勢不利になったヘンリー2世はシノン城へ退却した。そこでジョンもリチャード側についたことに驚き、失意の内に崩御した。
イングランド王位を継いだリチャード1世（獅子心王）はフォントヴロー修道院で行われた父の葬式に出席した後、父の側近だったウィリアム・マーシャルと和解、彼を母のいるウィンチェスターへ派遣して解放させた（マーシャルの到着前にアリエノールは自ら解放したとも）。こうして、アリエノールは15年に渡る監禁生活から自由になった。

#### リチャード1世への献身
アリエノールは復帰直後から精力的にイングランドを巡行し、ロンドンで可能な限り集めた貴族・聖職者たちから新国王リチャード1世への忠誠の誓いを取り付けると、ロンドンから各地の町や城へ騎馬行で巡行し続け、至る所で忠誠の誓いを受け取った。民衆の不満を和らげるため、晩年のヘンリー2世が行った民衆への弾圧を改め囚人解放や苦情処理を手掛け、役人の不正も取り締まった。一方で穀物・酒類の容量や布の長さをといった度量衡や、イングランド全土に通用する貨幣を導入して経済の活性化も図った。病院建設と患者の問題を扱ったり、修道院の一部負担免除もしている。
9月3日にはウェストミンスター寺院で自ら企画したリチャード1世の戴冠式を挙行。ポワティエ育ちでイングランド人には馴染みが無いリチャード1世を人々に認識させる目的で挙行した戴冠式は厳かに執り行われ、金に糸目をつけない豪華な祝宴が繰り広げられた。リチャード1世も母の期待に応え、寛大な態度を示して父の側近たちを許し、ジョンには多くの領地を与えて懐柔し、気前よく財産を周囲にばらまいて支持を取り付けた。戴冠式後の宴会中にユダヤ人虐殺が起こりそれに対する処罰という血生臭いアクシデントはあったが、リチャード1世はロンドン市民から受け入れられ戴冠式は成功した。
しかし対外的には不穏な状況が見え隠れしており、リチャード1世は協力者だったフィリップ2世と不仲になった。身内も敵に回りジョンからは嫉妬され、甥でジェフリーの遺児アーサー（ブルターニュ公アルテュール1世）はフランス宮廷で育てられたため味方になる可能性は無い一方、3人の姉妹の嫁ぎ先が同盟相手として期待されていた。そうした状況をよそにリチャード1世は戴冠式直後から十字軍の準備に熱中した。サラディン税の徴収や官職・城・町などあらゆる物を売りに出して資金稼ぎに奔走し、イングランド中で多数のガレー船や武器を製造させて軍備を揃える一方、ジョンには更に領地を加増して懐柔を強化しつつも彼に実権を与えず、自身が不在のイングランドをアリエノールとカンタベリー大司教ウィリアム・ロンシャン（ギヨーム・ド・ロンシャン）へ託した。こうしてリチャード1世は第3回十字軍に参加して在位の殆どを海外遠征で過ごし、アリエノールは摂政としてイングランドを統治した。
とはいえアリエノールはずっとイングランドで過ごしていた訳ではなく、大陸を渡り大胆な行動に出ることもあった。1190年2月にイギリス海峡を渡りリチャード1世と合流、6月に遠征に向かう息子と別れたかと思えば、リチャード1世とナバラ王サンチョ6世の王女ベレンガリアとの縁談をまとめるため自らイベリア半島に赴き、翌1191年3月にベレンガリアと一緒に海路でシチリアのメッシーナへ向かい、リチャード1世と再合流したことが挙げられる（前後して、リチャード1世は未亡人になった妹ジョーンを監禁したシチリア王タンクレーディに迫り釈放させている）。フランスとイングランドの同盟およびアデルに見切りをつけたアリエノールは王家の将来のため新しい縁談の実現に動き、リチャード1世に庶子フィリップ・オブ・コニャックはいたが嫡子がいないため、彼が後継者を得ることでジョンとアーサーから王位を守ることを考え、合わせてベレンガリアにリチャード1世の激情を制御することを期待していた。
ベレンガリアをリチャード1世と引き合わせるとアリエノールはジョーンに彼女の後見を委ね、4月にイングランドへ帰国したが、そこではジョンが王位簒奪を狙って国中を巡回して人気取りに走り、1192年1月にはフィリップ2世がジゾールを奪おうとノルマンディーに侵攻した。アリエノールは大陸と本国両方で発生した危機へ懸命に対応した。ノルマンディーの諸侯に要塞守備を命じてフィリップ2世の企てを阻止し、イングランドではロンドン、ウィンチェスターなど各地で会議を召集して貴族たちのリチャード1世への忠誠を取り付けてジョンの妨害に動き、ジョンとフィリップ2世の連携も食い止めたが、迫る危機を前にリチャード1世へ即刻帰国を要請する手紙を書き送った。リチャード1世はサラディンとの交渉やエルサレム王国の後継者問題に掛かり切りだったが、サラディンと休戦し、エルサレム王に甥に当たるアンリ2世（異父姉マリーの息子でアリエノールの孫）が選出されたことで一段落がつき、9月に母へ書き送った手紙で帰国する意志を伝え、10月にアッコを出航した。

#### 囚われた王の解放に尽くす

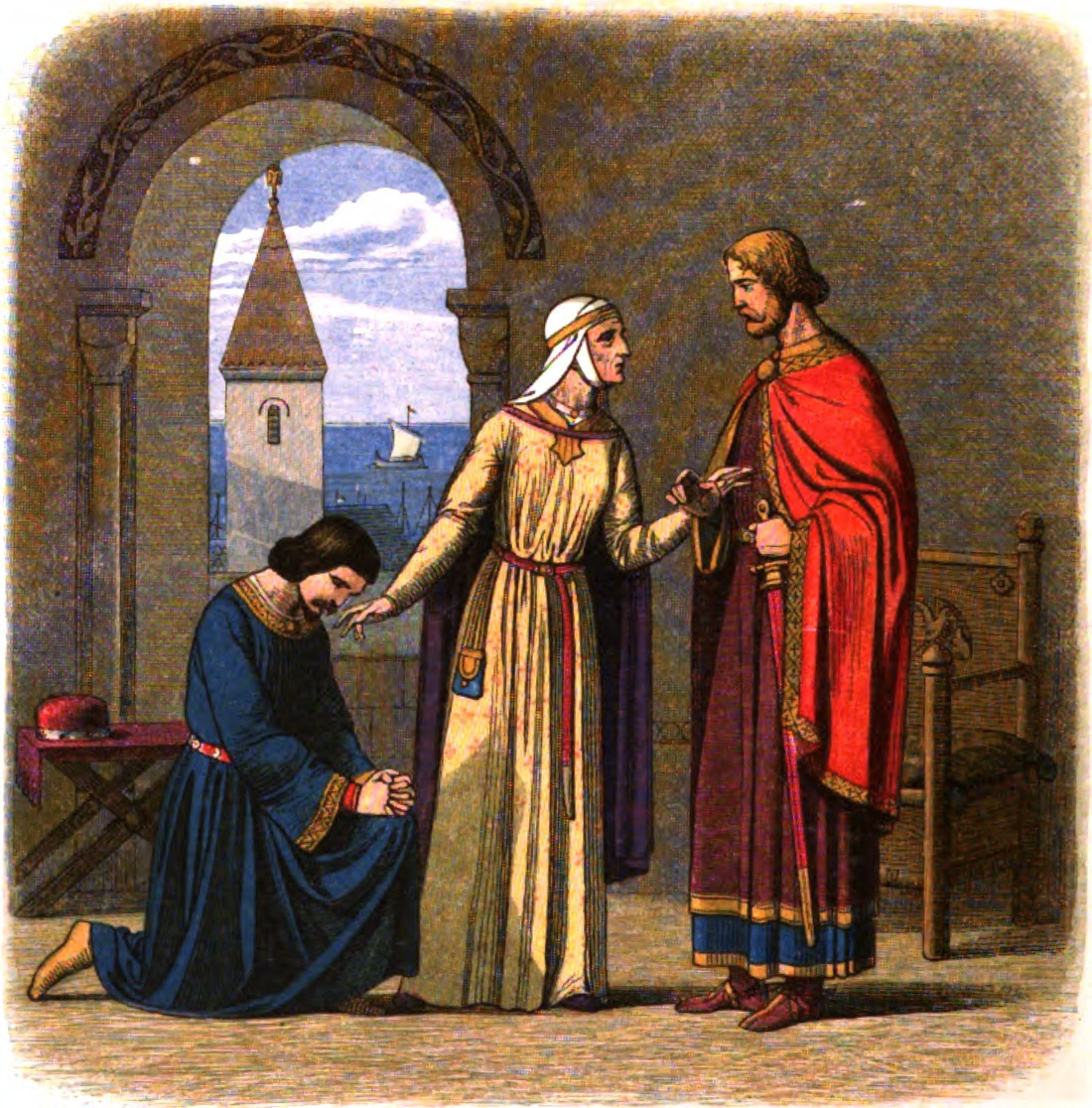
リチャードとジョンを和解させた王太后（19世紀画）

ところが、リチャード1世は船が嵐で難破して一時消息不明となり、アリエノールはイングランドの留守を守りながら不安な日々を過ごし、12月にルーアン大司教からの手紙でリチャード1世がオーストリア公レオポルト5世の捕虜になり、神聖ローマ皇帝ハインリヒ6世に身柄を売り渡され囚われたことを知った。アリエノールは直ちに神聖ローマ帝国各地に使者を派遣して監禁場所を探索させ、娘マティルダの夫ハインリヒ獅子公の協力を得て解放に尽力し、この隙を見て領土と王位を狙うフィリップ2世・ジョンらの動きを牽制し、教皇ケレスティヌス3世へ親書を送り援助を要請した。1193年4月にリチャード1世からの手紙を受け取り無事を確認すると、6月に皇帝が要求した解放条件が会議で発表され、身代金は銀貨15万マルクと決められた（うち10万マルクで釈放、5万マルクは後払いだが保証として人質200人を差し出す）。要求は過大でイングランドに重くのしかかる金額だが、アリエノールたちは金の工面に奔走した。
アリエノールはカンタベリー大司教ヒューバート・ウォルター、ロンドン司教、アランデル伯爵ウィリアム・ド・オービニー、ロンドン市長ヘンリー・フィッツアルウィンらと共に身代金集めに全力を尽くし、イングランド中に重税を課してまで銀貨10万マルクを捻出し、身代金を持って側近たちと共に自ら大陸へ渡り1194年1月にケルンへ到着した。ここで釈放日が延期され場所もマインツに変更されたことに落胆し、ジョンに関する不穏な噂にも悩み、心痛で痩せ衰え苦しむ日々を送った。
そしてリチャード1世の皇帝への臣従と毎年5,000ポンドの支払いという条件を承諾して、ハインリヒ6世は2月4日にマインツでリチャード1世を解放し、息子と再会したアリエノールはイングランドへ帰国、3月23日に息子と一緒に入ったロンドンで群衆の大歓迎を受けた。休む間もなく状況を好転させるための活動を続け、皇帝への臣従が形式的に過ぎないことを知らしめるため、4月17日にウィンチェスター大聖堂でリチャード1世の2度目の戴冠式を挙行した。リチャード1世は5月までにイングランドと大陸領の反乱勢力を降伏させ、アリエノールはリチャード1世とジョンの和解に尽力、その甲斐あって5月12日にリチャード1世はジョンを許し兄弟は和解を果たした。この間、リチャード1世は4月にイングランドのシャーウッドの森で数日間過ごし、アリエノールは木こりたちに税を免除したが、これがロビン・フッド伝説の由来になったという。
以後アリエノールはフォントヴロー修道院で祈り・読書・瞑想にふける静かな隠遁生活を送りつつ、リチャード1世の行方を見守っていた。彼はフィリップ2世の侵略からアンジュー帝国を防衛し続け、7月3日にフレトヴァルの戦いで大勝し、休戦を挟みながらも戦況を有利に進めた。懸案だったアデルの処遇とジョーンの再婚にも取り掛かり、アデルはフランスと交渉して故郷へ帰し、ジョーンはトゥールーズ伯レーモン6世と再婚させた。外交でもリチャード1世は優位に立ち、フランドル伯兼エノー伯ボードゥアン9世、ダンマルタン伯ルノー1世と同盟を結び、レーモン6世との姻戚関係もあってフィリップ2世包囲網を作り上げた。かつてリチャード1世を捕虜にしたレオポルト5世、ハインリヒ6世が死去したこともあり、リチャード1世は次の神聖ローマ皇帝候補にも推され（リチャード1世は辞退し甥で姉マティルダ・ハインリヒ獅子公夫妻の息子オットー4世が1198年に選出された）、捕虜だった頃に失った栄光を取り戻した。
全て順調に思えたアリエノールだったが、1199年に絶望へと突き落とされた。リチャード1世がリモージュ近郊の町シャリュにて、財産の奪い合いから生じた小競り合いでの負傷がもとで崩御した。アリエノールは急遽馬を走らせ4月6日に息子の最期を看取ったが、後を継ぐのがジョンだと知ると不安を感じながらも、アンジュー帝国の混乱を鎮めるため困難に立ち向かった。フォントヴロー修道院でリチャード1世の葬儀を済ませ、修道院に寄進したり息子の側近たちに財産を分け与えると、王位を主張してアンジェを占拠した孫アーサーを追い出すため、軍を召集して自らアンジェへ赴き、アーサーをフランス宮廷へ追いやった。その隙にジョンはノルマンディーからイングランドへ渡り5月27日に戴冠した。

#### 晩年
ジョン王の戴冠と前後して、アリエノールは独自の行動を取りアンジュー帝国の防衛に向かった。アキテーヌを巡行して訪れた都市へ自治都市憲章を公布し、行く先々で紛争調停したり教会や修道院に寄進したり、支持を確保するだけでなく都市独自の民兵軍組織で防衛強化も図った。4月29日にフォントヴロー南西のルーダンから巡行を始め、ポワティエ、ラ・ロシェル、サン＝ジャン＝ダンジェリなどを訪れ7月1日にボルドーに着き、7月4日にはスペインとの国境地帯にまで到達した。ジョンを当てにしていないアリエノールは都市の発展や富裕層市民の勃興など時代の変化を読み取り、都市へ自治権授与と引き換えに自衛義務を課し、全体的な防衛力の強化を目論んでいた。また王家や封建領主が組織する従来の軍に加えて、新たな戦力として都市民兵団の王家への提供の約束を取り付けた。
アリエノールは更に一手を打ち、7月15日 - 20日の5日間トゥールに滞在し、そこでフィリップ2世に自領に関する臣従の誓いを捧げた。これは彼にアキテーヌ攻撃の口実を与えない策で、7月30日にルーアンへ戻ると再会したジョンにイングランドと大陸領を委ねた。こうしてアンジュー帝国保全に向けた対策を施した一方、トゥールーズの反乱で妊娠中ながら逃走したジョーンをフォントヴロー修道院へ入れたが、衰弱した彼女に先立たれ、生まれた赤子も亡くなる不幸に遭遇した。1199年時点でアリエノールは多くの子供たちに先立たれ、存命の子供はエレノアとジョンの2人しか残っていなかった。
1200年1月13日にジョンとフィリップ2世が休戦に向けた会談を行い、そこで両国の縁組が提案され、エレノアが産んだ娘がフィリップ2世の王太子ルイ（後のルイ8世）に嫁ぐことが決まった。会談が済むとアリエノールは候補に上がった孫娘を迎えるため2度目のイベリア半島訪問へ向かい、途中で再びリュジニャン家の襲撃に遭い、ユーグ9世・ド・リュジニャンにラ・マルシュ伯を預けて命拾いする出来事もあったが、1月末にカスティーリャ宮廷でエレノアと再会、彼女が花開かせたかつてのポワティエ宮廷を思わせる華麗な雰囲気を味わい2ヶ月を過ごした。エレノアには娘が3人いたが（ベレンゲラ・ウラカ・ブランカ）、アリエノールはブランカを選んでフランスに戻り、高齢のため5月のブランカとルイの結婚式には出れず、ボルドー大司教に彼女を託すとフォントヴローへ戻った。
この結婚でジョンとフィリップ2世の和睦も結ばれル・グレ条約が締結された。
だが、アリエノールの配慮も空しく、ジョンの失策でアンジュー帝国は崩壊への道を辿っていった。妻イザベル・オブ・グロスターと離婚していたジョンはユーグ9世の婚約者イザベラ・オブ・アングレームを略奪し、再婚してしまったのである。この行為は各方面の反発を引き起こし、ポワティエで貴族たちの反乱が発生し、激怒したユーグ9世もフィリップ2世へ訴えた。フィリップ2世はユーグ9世とジョン双方が封臣であるため訴訟に介入してアンジュー帝国を解体することを企て、自身の離婚問題でしばらくアンジュー帝国へ手出し出来なかったが、1201年に離婚問題に決着をつけたフィリップ2世はユーグ9世の訴えに応じ、1202年4月28日にジョンへユーグ9世らポワティエ貴族たちとの問題解決のためパリ宮廷への出頭を求めた。これにジョンが応じなかったことを口実に欠席裁判で大陸領没収を宣言し、フランスに臣従させたアーサーを陣営に加えてノルマンディー侵攻を開始した。アリエノールはポワティエ安定のため仲裁に乗り出しトゥアールの貴族とジョンを和解させたが、高齢で病床に臥せっていたためジョンの再婚を止められず、フィリップ2世がアーサーをアンジュー・メーヌ・トゥーレーヌ・ポワティエの領主に任命し、1199年の臣従で保障された自分の権利を踏みにじられるのも防げなかった。
フィリップ2世はノルマンディー各地の城を奪い取り、アーサーはフランス人騎士200人とリュジニャン家の援軍を加えてポワティエへ進軍した。孫に身柄を狙われたアリエノールはポワティエを脱出してミルボー城へ逃げ込み、包囲されると防衛強化に全力を尽くし抵抗し、和平交渉で時間を稼ぎつつ、ノルマンディーのル・マン近郊でフィリップ2世と戦うジョンとシノンにいるウィリアム・ド・ロッシュへ使者を派遣して援軍を要請した。7月30日に報せを受け取ったジョンは130 km余りの道を2日で踏破し、その勢いのまま8月1日にミルボー城を囲むアーサーらを逆包囲して捕虜にした（ミルボーの戦い）。こうしてアリエノールは無事救出され、フィリップ2世もノルマンディーから撤退して危機は去った。
しかし、ジョンは戦後処理で失敗した。捕虜たちを過酷に扱いアーサーをルーアンの塔に幽閉したことで周囲の支持を失い、アンジュー帝国崩壊を加速させた。ルーアンの塔に幽閉されたアーサーは行方不明になり、暗殺の噂が流れたことがブルターニュの貴族たちの復讐心を呼び起こしただけでなく他の大陸領でも貴族の離反を招き、ウィリアム・ド・ロッシュはトゥーレーヌとアンジューの領地をフィリップ2世に献上し、ノルマンディー侵攻を再開したフィリップ2世に次々と多くの町が落とされ、ジョンはなす術も無く手をこまねいていた。
アリエノールはミルボーの戦いの後でフォントヴロー修道院へ戻り隠棲し、1204年4月1日、80歳を超える当時としては稀な長寿を全うし、崩御した。晩年のアリエノールの心境については分かっておらず、亡くなる3週間前の3月6日にリチャード1世が精魂込めて築城したレ＝ザンドリのガイヤール城がフィリップ2世に落とされた報告を聞き、失意の内に死去したとも、事実を冷静に受け止めていたともされる。遺体はフォントヴロー修道院地下室に埋葬され、現在はヘンリー2世・リチャード1世と共に眠っている。

## 華麗な宮廷文化のパトロンとして
祖父譲りの文化人で、フランスで培った学問、十字軍体験を通して学んだ東方文化などを吸収したアリエノールは、吟遊詩人（トルバドゥール・トルヴェール）たちや物語作家、年代記作家たちなどを引き付けて宮廷文化を花開かせた。始まりはヘンリー2世が1153年にイングランドへ旅立ち、夫から留守を託されたアンジェからで、吟遊詩人として有名なベルナール・ド・ヴァンタドゥールをアンジェの宮廷へ迎え入れた。ここでアリエノールから着想を得たベルナールは彼女をモデルにした架空の恋愛詩を多数制作、彼女への思慕とプラトニックな愛を表現した作品を生み出した。ベルナールは後にヘンリー2世からアリエノールとの関係を疑われてイングランドへ連行されるも、彼との交流でアリエノールは恋愛をテーマにした疑似裁判『愛の宮廷』（後述）の参考にしたという。
また、ベルナールの詩には恋愛物語の主人公『トリスタンとイゾルデ』を引き合いに出した作品もあり、この物語を含め『アーサー王物語』に組み込まれた数多くの物語を生み出した物語作家たちはアリエノールの宮廷に集まり、アーサー王物語は騎士道物語と宮廷恋愛が混じり合った作品として開花、アリエノールもまたアーサー王物語を当時の粗野なイングランド宮廷を洗練させるのに利用したため、アリエノールの宮廷からヨーロッパや東方へと広まっていった。時あたかも、アーサー王物語の原型である『ブリタニア列王史』が完成した時期に当たり（作者ジェフリー・オブ・モンマスは1155年に死去）、ウァース、マリー・ド・フランス、クレティアン・ド・トロワ、ブノワ・ド・サンテ＝モール、ブリテンのトマらアリエノールの周りから輩出した詩人たちがアーサー王物語の普及に一役買い、アリエノールに献上されたり彼女の宮廷をモデルにした作品も発表された。前者はウァースの『ブリュ物語』、サンテ＝モールの『トロイ物語』、後者はトロワの『エレックとエニード』、『ランスロまたは荷車の騎士』が挙げられる。
ヘンリー2世もプランタジネット朝の権威強化に利用するためアーサー王物語の普及に尽力、アーサー王関連の遺品発掘や王の遺体が埋葬されていたというグラストンベリー修道院の再建に乗り出し、夫婦揃ってアーサー王物語をヨーロッパに根付かせることに貢献した。
次にアリエノールが宮廷文化を広めたのはポワティエで、ヘンリー2世とは別居状態でポワティエに移った時期に当たる。夫がトマス・ベケットと権力争いをしている最中に、アリエノールはアキテーヌで荒廃した領地の再建とリチャードの権威確立に尽力する傍らで、ポワティエで華麗なイベントを開催、馬上槍試合・行列・祝祭・詩の催しなどを開いて南仏の多くの貴族・騎士たちを招待した。そこで一緒に過ごす子供たちと共に統治し、夫と対立してまでも子供たちの権力保全に尽くす一方、ポワティエの宮廷を騎士道精神と当時の宮廷趣味の中心地に置き、封臣たちや詩人たちの上に君臨していった。
またポワティエでも粗野な貴族の子弟たちの教育に当たり、恋愛の規則を作り、それを通じて貴族たちの振る舞いを洗練させることを思い立った。この計画をルイ7世との間の長女マリーに託し、彼女は宮廷付き司祭アンドレアス・カペラヌスがオウィディウスの『恋の技法』を引用しつつも内容を変化して書いた『恋愛論』（正しき恋愛技法論とも）を参考にして『愛の宮廷』を開き、男女間の恋愛を疑似裁判に持ち込み、貴婦人が判決を下す変わった催しを行った。
愛の宮廷自体は単なる空想の遊びに過ぎなかったが、疑似裁判を通じて男性が女性に愛を捧げる騎士道精神を宮廷恋愛の理想とした『恋愛論』の思想はヨーロッパ宮廷に広まり、騎士の愛する貴婦人への服従は主従関係に擬せられ、貴族階級の流行となっていった。
ポワティエの宮廷は1174年にヘンリー2世の軍勢によりアリエノールが捕らえられたため閉鎖されたが、宮廷文化は受け継がれていった。アリエノールの文化的気質を受け継いだのは同名の四女エレノアで、カスティーリャ王アルフォンソ8世に嫁いだエレノアは母と同じく吟遊詩人たちのパトロンとなり、カスティーリャ宮廷をポワティエと同様の華やかな雰囲気に変えていった。こうして、ポワティエの宮廷文化はカスティーリャのブルゴスとトレドに広まっていった。

## 人物

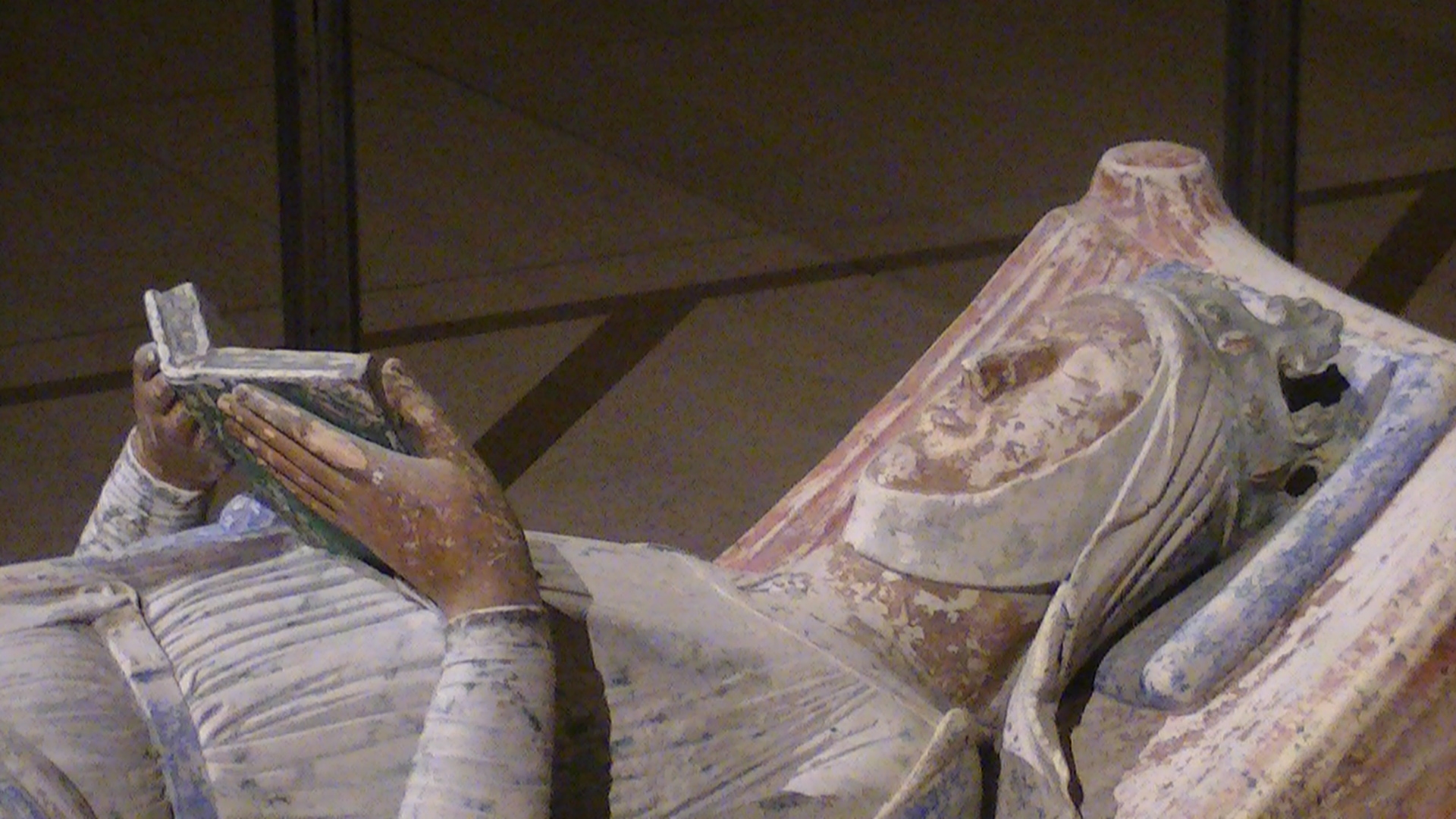
フォントヴロー修道院のアリエノール横臥像

教養と美貌に恵まれ、広大な領地の持ち主でもあったアリエノールは、女は夫の言うがままという当時の倫理観に抵抗し、自立して父祖伝来の土地を自ら統治することを選んだ。このため彼女に対する評価は賛否両論で、文芸のパトロンとしてヴァンタドゥールら吟遊詩人から賛美の詩を贈られたが、当時の年代記作家からは「売女」「怪物」「魔女」呼ばわりされ、あらゆる女の悪徳で形容された。これは西洋の女性への偏見が根底にあり、女性が権力を持つことを災いと見做す考えから生じた。一方、フォントヴロー修道院で無名の彫刻家が作った横臥像は頬に微笑を浮かべ、両手に本を持った姿勢で置かれた。この像は学識豊かな彼女を表現しているとされ、フォントヴロー修道院の修道女たちが過去帳に書き残した一節にアリエノールへの称賛が散りばめられているが、年代記作家たちはアリエノールの死に際して素っ気ない経歴だけ書き残し、ここでも彼女への評価が分かれている。
祖父譲りの魅力・愛嬌の良さ・陽気な性格は年代記作家も認める所であり、地味なルイ7世と比較する形でアリエノールを称賛した。しかし彼女を不安視していた者もおり、1137年の結婚でアリエノールと会ったシュジェールは彼女が夫に与える影響力の大きさを懸念、1144年に彼女と懐妊の件で話したベルナルドゥスも彼女のルイ7世への口出しを危険視した。2人の不安通り傲慢な性格とルイ7世への影響力が彼の治世に影を落とし、ルイ7世との最初の結婚生活では姑との対立に始まり、ポワティエ独立に対する処罰、シュジェールの排斥、トゥールーズ遠征、妹の結婚など夫をけしかけて次々と問題を引き起こした。
ヘンリー2世との2度目の結婚生活では夫と共にアンジュー帝国を統治、ヘンリー2世を理想の夫かつ共同統治者として捉え、領土拡大という目標に向かって相互に助け合う夫婦として活動した。この頃には若い頃の軽薄さは薄れ、アキテーヌなど領内統治に取り組んでいたが、ヘンリー2世がベケットを重用すると国政から遠ざけられ、ヘンリー2世に愛人ロザモンドが出来ると2度目の結婚生活も別居で破局した。以後、自立および自領を子供たちへ与えることを新たな目標に据えて夫へ反抗した。それは幽閉や一時解放されても変わらず、幽閉中に精神を研ぎ澄まし広範な視野と思慮深さと優しさも身に着けた。若い頃のアリエノールに冷ややかだった年代記作者たちからは称賛され、十数年に及んだ監禁生活を経てなおも衰えずに行動した老年のアリエノールについて「比類なき女性。美しいが慎み深く、権力を持つが謙虚で、控え目だが雄弁。かくの如き女性は大変まれである」と記されている。

## 子女
最初の夫ルイ7世との間に2女を儲けた。
1. 流産（1137年）
2. マリー（1145年 - 1198年） - シャンパーニュ伯アンリ1世妃
3. アリックス（1150年 - 1195年） - ブロワ伯ティボー5世妃

マリー、アリックス姉妹の夫は、ともに父の3番目の王妃アデル・ド・シャンパーニュの兄である。
2度目の夫ヘンリー2世との間には5男3女の8人の子を儲けた。
1. ウィリアム（1153年 - 1156年） - ポワティエ伯
2. ヘンリー（1155年 - 1183年） - 1170年から1183年までイングランド王（父王と共治）
3. マティルダ（1156年 - 1189年） - ザクセン公兼バイエルン公ハインリヒ獅子公妃
4. リチャード（1157年 - 1199年） - イングランド王リチャード1世（獅子心王）
5. ジェフリー（1158年 - 1186年） - ブルターニュ公ジョフロワ2世
6. エレノア（1162年 - 1214年） - カスティーリャ王アルフォンソ8世の王妃
7. ジョーン（1165年 - 1199年） - シチリア王グリエルモ2世の王妃、後にトゥールーズ伯レーモン6世の妃
8. ジョン（1166年 - 1216年） - イングランド王（欠地王）

彼女自身とカスティーリャ王国に嫁いだ同名の娘エレノアが多産だったことで、政略結婚によりアリエノールの血筋はヨーロッパ各国に広がり、後世に「ヨーロッパの祖母」と呼ばれるようになった。

## 登場作品
- 『冬のライオン』 - 1183年のクリスマスに、ヘンリー2世夫妻と王子たちが集ったことを創作したアメリカの舞台演劇。1968年の映画版ではキャサリン・ヘプバーンが、2003年のテレビ版ではグレン・クロースがエレノア（アリエノール）を演じた。
- 『ロビン・フッド』 - ロビン・フッドを題材にした2010年の映画。アイリーン・アトキンスがアリエノールを演じた。
- 『ジョン王』 - 戯曲。ウィリアム・シェイクスピア著、制作年代は不明。
- 『誇り高き王妃』 - 児童文学。E・L・カニグズバーグ著、1973年。日本語訳は『ジョコンダ夫人の肖像』に収録。
- 『花巡礼』 - 少女漫画。河惣益巳著、 白泉社、1997年 - 1998年。アリエノールに仕えた女性とその娘、孫娘の3代の目を通して、彼女の生涯を辿っている。